# Corydalis megalosperma
Corydalis megalosperma är en vallmoväxtart som beskrevs av Z. Y. Su. Corydalis megalosperma ingår i släktet nunneörter, och familjen vallmoväxter. Inga underarter finns listade i Catalogue of Life.